# سيفورد
سيفورد (ديلاوير) (بالإنجليزية: Seaford, Delaware)‏ هي مدينة تقع في الولايات المتحدة في ديلاوير. يقدر عدد سكانها بـ 6,928 نسمة .

## التركيبة السكانية
حدّد مكتب تعداد الولايات المتحدة بيانات التركيبة السكانية لسيفورد في تعداد الولايات المتحدة. في ما يلي، التركيبة السكانية حسب تعدادي 2000 و2010.

### تعداد عام 2000
بلغ عدد سكان سيفورد 6,699 نسمة بحسب تعداد عام 2000، وبلغ عدد الأسر 2,629 أسرة وعدد العائلات 1,664 عائلة مقيمة في المدينة. في حين سجلت الكثافة السكانية 501.4 نسمة لكل كيلومتر مربع (1,298.6/ميل2). وبلغ عدد الوحدات السكنية 2,809 وحدة بمتوسط كثافة قدره 210.3 لكل كيلومتر مربع (544.7/ميل2).
وتوزع التركيب العرقي للمدينة بنسبة 64.04% من البيض و30.02% من الأمريكيين الأفارقة و0.37% من الأمريكيين الأصليين و1.49% من الأمريكيين ذوي الأصول الآسيوية و0.19% من سكان جزر المحيط الهادئ و1.72% من الأعراق الأخرى و2.16% من عرقين مختلطين أو أكثر و4.25% من الهسبانيون أو اللاتينيون من أي عرق.
بلغ عدد الأسر 2,629 أسرة كانت نسبة 34.5% منها لديها أطفال تحت سن الثامنة عشر تعيش معهم، وبلغت نسبة الأزواج القاطنين مع بعضهم البعض 37.8% من أصل المجموع الكلي للأسر، ونسبة 22.3% من الأسر كان لديها معيلات من الإناث دون وجود شريك،  بينما كانت نسبة 3.3% من الأسر لديها معيلون من الذكور دون وجود شريكة وكانت نسبة 36.7% من غير العائلات. تألفت نسبة 32.1% من أصل جميع الأسر من عدة أفراد يعيشون في نفس المنزل ونسبة 15.4% كانت تتألف من شخص يعيش بمفرده يبلغ من العمر 65 عاماً أو أكثر. وبلغ متوسط حجم الأسرة المعيشية 2.36، أما متوسط حجم العائلات فبلغ 2.95.
بلغ العمر الوسطي للسكان 37.5 عاماً. وكانت نسبة 25.2% من القاطنين تحت سن الثامنة عشر، وكانت نسبة 9.3% بين الثامنة عشر والرابعة والعشرين عاماً، ونسبة 23.6% كانت واقعةً في الفئة العمرية ما بين الخامسة والعشرين والرابعة والأربعين عاماً، ونسبة 18.3% كانت ما بين الخامسة والأربعين والرابعة والستين، ونسبة 16.1% كانت ضمن فئة الخامسة والستين عاماً فما فوق. يوجد لكل 100 أنثى 81.5 ذكر، ويوجد لكل 100 أنثى في الثامنة عشر من عمرها فما فوق 73.9 ذكر.
بلغ متوسط دخل الأسرة في المدينة 28,402 دولارًا، أما متوسط دخل العائلة فبلغ 39,688 دولارًا. وكان متوسط دخل الذكور 30,467 دولارًا مقابل 23,490 دولارًا للإناث. وسجل دخل الفرد الخاص بالمدينة 15,022 دولارًا. وكانت نسبة 22% من العائلات ونسبة 27.6% من السكان تحت خط الفقر، وكان من هؤلاء نسبة 43.8% تحت سن الثامنة عشر ونسبة 13.2% في الخامسة والستين من العمر وما فوق.

### تعداد عام 2010
بلغ عدد سكان سيفورد 6,928 نسمة بحسب تعداد عام 2010، وبلغ عدد الأسر 2,686 أسرة وعدد العائلات 1,665 عائلة مقيمة في المدينة. في حين سجلت الكثافة السكانية 518.6 نسمة لكل كيلومتر مربع (1,343.2/ميل2). وبلغ عدد الوحدات السكنية 3,001 وحدة بمتوسط كثافة قدره 224.6 لكل كيلومتر مربع (581.7/ميل2).
وتوزع التركيب العرقي للمدينة بنسبة 54.14% من البيض و36.01% من الأمريكيين الأفارقة و0.36% من الأمريكيين الأصليين و1.89% من الأمريكيين ذوي الأصول الآسيوية و0.01% من سكان جزر المحيط الهادئ و4.55% من الأعراق الأخرى و3.03% من عرقين مختلطين أو أكثر و8.08% من الهسبانيون أو اللاتينيون من أي عرق.
بلغ عدد الأسر 2,686 أسرة كانت نسبة 36.7% منها لديها أطفال تحت سن الثامنة عشر تعيش معهم، وبلغت نسبة الأزواج القاطنين مع بعضهم البعض 32.5% من أصل المجموع الكلي للأسر، ونسبة 24.7% من الأسر كان لديها معيلات من الإناث دون وجود شريك،  بينما كانت نسبة 4.7% من الأسر لديها معيلون من الذكور دون وجود شريكة وكانت نسبة 38% من غير العائلات. تألفت نسبة 33.1% من أصل جميع الأسر من عدة أفراد يعيشون في نفس المنزل ونسبة 16.8% كانت تتألف من شخص يعيش بمفرده يبلغ من العمر 65 عاماً أو أكثر. وبلغ متوسط حجم الأسرة المعيشية 2.46، أما متوسط حجم العائلات فبلغ 3.09.
بلغ العمر الوسطي للسكان 35.1 عاماً. وكانت نسبة 27.3% من القاطنين تحت سن الثامنة عشر، وكانت نسبة 9.2% بين الثامنة عشر والرابعة والعشرين عاماً، ونسبة 24.8% كانت واقعةً في الفئة العمرية ما بين الخامسة والعشرين والرابعة والأربعين عاماً، ونسبة 21.1% كانت ما بين الخامسة والأربعين والرابعة والستين، ونسبة 17.6% كانت ضمن فئة الخامسة والستين عاماً فما فوق. وتوزع التركيب الجنسي للسكان بنسبة 44.4% ذكور و55.6% إناث.

## أعلام
- أنتوان لاك
- جون مارفن
- توماس فرنسيس جونسون
- إدوارد إل. مارتن